# 25 janvier dans les chemins de fer
25 décembre 25 février
Chronologies thématiques
- Croisades
- Sports
- Disney

Cette page concerne les événements qui se sont déroulés un 25 janvier dans les chemins de fer.

## Événements

### XIXesiècle
- 1884. Espagne : constitution à Madrid, devant notaire, de la Compañia del Ferrocarril de Zafra a Huelva au capital de 28 millions de pesetas.

### XXesiècle
- 1998, France : ouverture des deux gares desservant le Stade de France : La Plaine - Stade de France (RER B, remplaçant l'ancienne gare de La Plaine - Voyageurs) et Stade de France - Saint-Denis (RER D).

### XXIesiècle
- 2008, France : un train de fret percute une voiture sur un passage à niveau au nord de Neufchâteau faisant 4 mort dont 3 gendarmes.